# Macrothelypteris polypodioides
Macrothelypteris polypodioides är en kärrbräkenväxtart som först beskrevs av William Jackson Hooker, och fick sitt nu gällande namn av Holtt. Macrothelypteris polypodioides ingår i släktet Macrothelypteris och familjen Thelypteridaceae. Inga underarter finns listade.